# Pangeran
Pangeran is een hoge adellijke titel in de Javaanse adel. Het is vergelijkbaar met het Europese "Prins" en de drager voert de titel "pangeran .....".  Op de stippellijn wordt de naam van het gebied ingevuld. Bij een pangeran gaat het vaak om de zoon van een vorst van de (voormalige) Javaanse vorstenlanden.